# Mycetophila pucatrihuensis
Mycetophila pucatrihuensis är en tvåvingeart som beskrevs av Duret 1981. Mycetophila pucatrihuensis ingår i släktet Mycetophila och familjen svampmyggor. Inga underarter finns listade i Catalogue of Life.